# تجمع الفرشة (زمنخ ومنوخ)

تعديل مصدري - تعديل

تجمع الفرشة هي إحدى قرى عزلة زمنح ومنوخ بمديرية زمنخ ومنوخ التابعة لمحافظة حضرموت، بلغ تعداد سكانها 138 نسمة حسب تعداد اليمن لعام 2004.